# Donald Ford
Donald Campbell Clark Ford (* 25. Oktober 1944 in Linlithgow) ist ein ehemaliger schottischer Fußballspieler. Als Stürmer spielte er vor allem lange zwischen 1964 und 1976 in Schottland für Heart of Midlothian und bestritt drei A-Länderspiele für seine Nation. Darüber hinaus war er Teil des schottischen Kaders der WM-Endrunde 1974 in Deutschland, kam dort jedoch in keinem der drei Gruppenspiele zum Einsatz.

## Sportlicher Werdegang

### Vereinskarriere
Ford wurde in eine sportlich geprägte Familie hineingeboren und wuchs in der schottischen Stadt Linlithgow auf. Sein Vater, von Beruf Tierarzt, war für Schottland ebenso im Cricket unterwegs wie Donalds älterer Bruder Malcolm. Beide waren dazu talentierte Fußballer und die Mutter spielte professionell Golf. Donald entschied sich für den Fußball und besuchte die gleiche Schule wie Bobby Moncur, der später ebenfalls wie er selbst den Weg zu Heart of Midlothian finden sollte, jedoch als Trainer. Seine ersten Erfahrungen sammelte Ford beim unterklassigen Klub Bo’ness United, bevor er von der „Vereinslegende“ Tommy Walker verpflichtet wurde, der als Trainer mit den „Hearts“ in den 1950er- und frühen 1960er-Jahren zweimal die schottische Meisterschaft, einmal den FA Cup und viermal den Ligapokal gewonnen hatte. Ford galt beim notwendigen Neuaufbau als einer der neuen Hoffnungsträger, wobei er bis 1968 nur auf Amateurbasis in Edinburgh spielte, da er parallel seine Ausbildung zum staatlich geprüften Buchhalter bewerkstelligte.
Sein Debüt gab der spielintelligente Ford im September 1964 beim 4:2-Sieg gegen Celtic Glasgow und in der folgenden Woche schoss der Mittelstürmer ein Tor zum 3:1-Erfolg auswärts bei Partick Thistle. Die erste Saison 1964/65 endete im Kampf um den Meistertitel bitter mit einer 0:2-Heimniederlage gegen den FC Kilmarnock, wonach die Meisterschaft aufgrund des besseren Torquotienten an „Killie“ ging – Ford kam in dieser entscheidenden Partie nicht zum Einsatz. Nachträgliche Spekulationen, ob sich der Ausgang mit Fords Berücksichtigung anders dargestellt hätte, wurden genährt durch ein Testspiel zwischen den Hearts und Killie wenig später, das ohne Abseitsregel ablief und in dem Ford als fünffacher Torschütze auftrat. Insgesamt verbrachte Ford mehr als ein Jahrzehnt in Tynecastle, wobei an die große Zeit nicht angeknüpft wurde und der Verein in die Mittelmäßigkeit abglitt. Es gab dabei nur wenige Spieler im Verein, die herausstachen, und das waren neben Ford Jim Cruickshank, Alan Anderson und Eddie Thomson.
Einer der wenigen Höhepunkte war das Erreichen des Endspiels im 1968er FA Cup, das mit 1:3 gegen den Außenseiter Dunfermline Athletic verloren ging – gut einen Monat zuvor hatte er im Wiederholungsspiel des Viertelfinals gegen die Glasgow Rangers das entscheidende 1:0 erzielt. In den folgenden Jahren sorgten Fords Tore dafür, dass gelegentliche Achtungserfolge erzielt wurden. Dazu gehörten im Jahr 1970 sein „Viererpack“ im Texaco Cup gegen den Airdrieonians FC, ein Hattrick im November 1971 beim FC Aberdeen (3:2) und ein „Elfmeter-Hattrick“ im Jahr 1973 gegen den FC Morton. „Fordie“ zählte zu Schottlands besten Torjägern und so kam er zwischen Oktober 1973 und Mai 1974 immerhin zu drei Länderspielen für Schottland. Er absolvierte seine letzte Saison für die Hearts in der Saison 1975/76. Stetige Knieprobleme sorgten nicht nur dafür, dass er immer seltener zum Einsatz kam. Vielmehr versuchte er kurz darauf beim FC Falkirk die Karriere fortzusetzen, trat aber nach 21 letzten Ligaeinsätzen vom Profifußball zurück.

### Schottische Nationalmannschaft
Als Amateur hatte Ford bereits zur Mitte der 1960er-Jahre erfolgreich bei Auswahlspielen für Schottland mit elf Toren in neun Partien agiert, bevor seine Berücksichtigung für die schottische A-Nationalmannschaft lange auf sich warten ließ. Er debütierte kurz vor seinem 29. Geburtstag am 17. Oktober 1973 gegen die Tschechoslowakei (0:1) und ließ zwei weitere Einsätze im März bzw. Mai 1974 gegen Deutschland (1:2) und Wales (2:0) folgen. Obwohl ihm bei seinen Bewährungschancen kein Tor gelungen war, berief ihn Trainer Willie Ormond in den Kader für die anstehende WM-Endrunde 1974 in Deutschland. Dort kam er jedoch zu keinem Einsatz, da er nur „zweite Wahl“ hinter dem in die Jahre gekommenen Denis Law blieb. Da Schottland letztlich knapp aufgrund einer schlechteren Tordifferenz ausschied, erhielt das Eröffnungsspiel gegen Zaire nachträglich große Bedeutung. Zahlreiche Fachkommentare zielen darauf ab, dass Ford einen großen Beitrag dazu hätte leisten können, dass diese Partie mit mehr als 2:0 Toren gewonnen wurde.

## Nach der aktiven Fußballerkarriere
Nach dem Ende der Sportlerlaufbahn blieb Ford den „Hearts“ verbunden und nutzte vor allem seine beruflichen Kontakte in der Finanzwelt dazu, den Verein im Jahr 1981 durch eine bedrohliche Lage zu manövrieren. Er überzeugte Wallace Mercer davon, 350.000 Pfund in den Verein zu investieren, damit die Pleite abzuwenden und Präsident zu werden. Neben dem Fußball spielte er noch aktiv Cricket und vertrat dabei seine Region West Lothian drei Jahre als Kapitän.
Beruflich arbeitete er weiterhin als Buchhalter in dem Unternehmen, das er 1968 in Linlithgow gegründet hatte, und zog Ende der 1980er-Jahre nach Bathgate. Im Jahr 1991 verkaufte er seine Praxis. Später machte er sein Hobby als Fotograf zum Beruf, startete eine neue Karriere als schottischer Landschaftsfotograf und gab Bildbänder und Kalender heraus.